# Takuya Mitsuda
Takuya Mitsuda (Fukuyama, 17 de junio de 1965) es un artista de manga japonés. Ha publicado sus obras principalmente en la revista Shonen Sunday.
Es conocido por su manga de larga duración de béisbol Major, por el que ganó el premio Shogakukan Manga Award en 1996 en la categoría shōnen.
Mitsuda debutó en 1982, ganando el premio Shogakukan Newcomers Award por "Banyū".

## Obras
| Título          | Título en japonés | Fecha de publicación                       | Volúmenes | Revista              |
| --------------- | ----------------- | ------------------------------------------ | --------- | -------------------- |
| Kenta Yarimasu! | 健太やります!     | 10 de abril de 1989 – 2 de junio de 1994   | 26        | Weekly Shōnen Sunday |
| Major           | メジャー          | 3 de agosto de 1994 – 21 de julio de 2010  | 78        | Weekly Shōnen Sunday |
| Buyuden         | 武勇伝            | 30 de marzo de 2011 – 5 de febrero de 2014 | 13        | Weekly Shōnen Sunday |
| Major 2nd       | メジャー セカンド | 15 de marzo de 2015 – presente             | 19        | Weekly Shōnen Sunday |

### Otras obras
- Manga NTT Kabu wa Taika Kesuru! (漫画NTT株は大化けする!?)
- Manga de Oboeru Baiku (まんがで覚えるバイク?) (1987)